# Tränenersatzmittel
Tränenergänzungsmittel und Tränenersatzmittel (auch: künstliche Tränen) dienen der Behandlung des Syndroms des trockenen Auges (Keratoconjunctivitis sicca) oder eines anderweitig bedingten veränderten oder verminderten Tränenfilms.

## Tränenergänzungsmittel
Tränenergänzungsmittel ergänzen die fehlenden oder qualitativ unzureichenden Bestandteile des natürlichen Tränenfilms und empfehlen sich insbesondere bei der Keratoconjunctivitis sicca (Trockenes Auge), also bei Beschwerden, die durch einen qualitativ veränderten Tränenfilm des Auges auftreten, und deshalb therapeutische Hilfe benötigen.
In den meisten Fällen des trockenen Auges ist eine defekte Lipidschicht (ein verminderter Lipidgehalt des Tränenfilms) die Ursache des trockenen Auges. Dadurch ist der Schutz des Tränenfilms nicht gewährleistet, und die wässrige Phase des dreischichtigen Tränenfilms verdunstet zu schnell oder läuft über den Lidrand ab. Bei solchen qualitativen Defekten im Tränenfilm verschaffen Tränenergänzungsmittel in Form von Sprays, welche Liposomen enthalten, gute Abhilfe. Sie stabilisieren den natürlichen Tränenfilm und verhindern somit ein verfrühtes Verdunsten oder Ablaufen der Träne.
Ursachen können sein z. B.:
- Computerarbeit (das sogenannte Office Eye Syndrome)
- Veränderte Hormonproduktion bei Frauen in den Wechseljahren
- Tragen von Kontaktlinsen
- Verwendung von Medikamenten wie z. B. Kontrazeptiva
- Umweltbelastungen wie Ozon, Feinstaub z. B. aus Kopierer und Laserdruckern

## Tränenersatzmittel
Tränenersatzmittel ersetzen den natürlichen Tränenfilm. Es sind Augentropfen oder -gele, die bei einer quantitativ verminderten Tränenproduktion der wässrigen Phase des Tränenfilms zum Einsatz kommen. Bei solchen quantitativen Veränderungen im Tränenfilm verschaffen Tränenersatzmittel Linderung, stören jedoch auch die Zusammensetzung der natürlichen Träne, dadurch, dass sie diese verdünnen und Nährstoffe, die für die Versorgung des Auges wichtig sind, ausspülen. Als Inhaltsstoffe finden u. a. Carbomer, Glycerol, Hydroxyethylcellulose, Hyaluronsäure, Hypromellose, Trehalose und Polyvinylpyrrolidon Verwendung. Tränenersatzmittel können unterschiedliche Viskösitäten aufweisen von gelartig bis dünnflüssig.
Einige der unter verschiedenen Markennamen erhältlichen und in der Regel nicht rezeptpflichtigen Tränenersatzmittel enthalten Konservierungsmittel. Sie können zu Unverträglichkeitsreaktionen führen oder bei dauerhafter Anwendung die Augen schädigen.